# 吸血姫美夕
『吸血姫美夕』（ヴァンパイア ミユ）は、1988年から1989年にかけて発売されたOVA。および、それを原作としてメディアミックス展開していった作品。

## 概要
闇の世界から人間世界へはみ出したはぐれ神魔と、それを狩ることを宿命とする主人公・美夕との戦いを描いた作品である。制作当時、アダルトアニメ『くりいむレモン』シリーズで知られていた創映新社が一般向けにも販路を広げた作品の1つでもあり、1988年から1989年にかけてOVA全4巻が発売され、並行して垣野内成美による漫画版が連載された。
本作に登場する「吸血姫」（「ヴァンパイア」とルビが打たれる）のイメージは、ゴシックホラー作品に登場するような欧米の吸血鬼をモチーフにしているが、そこに和テイストを組み込むことで、従来の吸血鬼ものとは大きく異なる独特の美観を作り上げている。この独自の世界が美しい作画と幻想的なストーリーによって支えられ、女子中高生に人気を呼んだ。1997年にはテレビアニメ化されている。

### 設定
OVA版・漫画版・テレビアニメ版では、それぞれ設定が微妙に異なる。OVA版は平野俊弘（現・平野俊貴）、垣野内成美、森木靖泰、会川昇（現・會川昇）らの主要メンバーによる合作であったが、コミック版やテレビアニメ版は平野と垣野内の夫妻によるほぼ単独作品であるため、耽美な世界観を追求したOVA版とエンターテインメント性を追求したテレビアニメ版ではまったく世界設定が異なり、どちらの世界を好むかでファンによって好き嫌いが分かれる形となった。
OVA版では美夕はより小悪魔的に描かれ、美少年を誘惑しようとする場面もあり、少女の外見と相反する妖女的な魅力を持った存在として演出されている。なお、ラヴァはOVA版では話すことができないという設定になっている。

## あらすじ
第1話から第3話までは京都を舞台に、次々と起こる奇怪な事件に遭遇した霊媒師・瀬一三子の目を通して、事件を引き起こす神魔たちとそれを狩るために出現する不思議な少女・美夕の戦いを描き、第4話では鎌倉を舞台に、美夕が吸血姫として目覚めるまでが描かれている。

## 登場人物
美夕（みゆ）
声 - 渡辺菜生子
監視者として神魔を狩る吸血姫（ヴァンパイア）。普通の人間である父と先代の監視者である母との間に生まれた。
伝説上の吸血鬼とは違って日中でも平然と活動し、十字架や聖水も受け付けない。美夕に血を吸われた者は幸福感の中で永遠の時を生きる。
ラヴァ
声 - 塩沢兼人
美夕の忠実なしもべである西洋神魔。黒いマントで体を覆い、素顔は仮面で隠されている。武器は鋭い爪。
監視者として目覚める前の美夕を始末するため日本にやってくるが、美夕に血を吸われ、罰として言葉と顔を奪われる。
瀬 一三子（せ ひみこ）
声 - 小山茉美
強い力を持つ霊媒師の女性。依頼を受けてやってきた京都で美夕と出会う。本作における狂言回し。
ナレーションは納谷悟朗が務める。

## スタッフ
- 企画、製作 - 吉田尚剛（創映新社）、丸山寿敏（ポニーキャニオン）
- プロデューサー - 野村和史、三浦亨
- 原作、監督 - 平野俊弘
- 原作、キャラクターデザイン - 垣野内成美
- モンスターデザイン、タイトルデザイン、舞台設定 - 森木靖泰
- 色彩設定 - 高安代利子
- 美術監督 - 中座洋次（第一話、第二話）、南郷洋一（第三話、第四話）
- 音楽 - 川井憲次
- 音響監督 - 山田悦司
- 撮影監督 - 小西一廣
- アニメーション制作 - AIC
- 製作 - 創映新社、ポニーキャニオン

## 発売リスト
| 話数   | サブタイトル | 脚本   | 絵コンテ   | 作画監督            | 発売日         | 主要ゲスト - 声の出演                                   |
| ------ | ------------ | ------ | ---------- | ------------------- | -------------- | ------------------------------------------------------- |
| 第一話 | 妖の都       | 会川昇 | 垣野内成美 | 垣野内成美          | 1988年7月21日  | 都人 - 鳥海勝美 藍子の父 - 中村秀利 藍子の母 - 松岡洋子 |
| 第二話 | 繰の宴       | 会川昇 | 垣野内成美 | 垣野内成美          | 1988年10月21日 | 爛佳 - 荘真由美 柚樹桂 - 堀川亮                         |
| 第三話 | 脆き鎧       | 会川昇 | 平野俊弘   | 垣野内成美 西井正典 | 1988年12月21日 | レムレス - 三ツ矢雄二 鎧怪人 - 玄田哲章                 |
| 第四話 | 凍る刻       | 会川昇 | 垣野内成美 | 垣野内成美          | 1989年4月21日  | 美夕の母 - 池田昌子 美夕の父 - 鈴木清信                 |

## 主題歌
- イメージソング「吸血姫美夕」
  - 作詞 - よしばもえ、作曲 - 川井憲次、編曲 - 川井憲次、歌 - 渡辺菜生子
  - 本編EDはインストゥルメンタル曲だったが、サウンドトラック制作の際にアレンジの上歌詞をつけたものである。

## メディアミックス

### 漫画版
漫画版は垣野内成美作のホラー漫画。『サスペリア』（秋田書店）1988年4月号より断続的に連載された。
OVA版と同時期に連載された6話分が1989年に全1巻のコミックスとしてまとめられた後、スピンオフ作品の『吸血姫夕維』の連載をはさみ、1992年に『新・吸血姫美夕』のタイトルで連載再開。美夕がラヴァを奪回するために西洋神魔と戦う、「西洋神魔編」の物語が展開された。『新・吸血姫美夕』は1994年まで連載が続き、単行本は全5巻が発売された。
テレビアニメ化が行われた1998年には、『吸血姫美夕』のタイトルに戻した形で三度目の連載が行われる。連載はアニメ終了後も続き、2002年まで継続した。単行本は1989年のコミック『吸血姫美夕』を第1巻として再刊行し、第2巻以降に1998年連載分をまとめる形で、全10巻が発売された。
さらに2002年には秋田文庫にて文庫版の刊行が開始され、『美夕』全10巻と『新・美夕』全5巻の内容をすべて収録する形で、全10巻が発売された。
1989年版コミックスとコミックノベル版は平野夫妻の単独作品ではなくOVA版の漫画化作品のため、一時期は入手困難であった。
2017年から2020年まで、秋田書店が運営するウェブコミック配信サイト「チャンピオンクロス（2018年7月10日にマンガクロスへ移行）」にて『吸血姫美夕 朔』を連載。全7巻。

#### 漫画版の登場人物
OVA版と共通する登場人物は美夕、ラヴァ、レムレス、美夕の両親、神魔の長であるが、どれも設定が異なっている。美夕は両親が封印されているという設定がなく、ラヴァは自分の意思で仮面をはずすことができ、言葉も話せるといった部分が代表的な変更点である。

##### 1988年版より登場
レムレス
声 - 三ツ矢雄二
西洋神魔。旧友ラヴァを追って、日本までやってきた。OVA版の金髪、褐色の肌から黒髪、白い肌に変更されている。
一度は倒されるが、『新・吸血姫美夕』で復活する。

##### 『新・吸血姫美夕』より登場
カールア
西洋神魔。ラヴァの従妹で、幼少時は兄妹のように育っていた。
レムニア
西洋神魔。レムレスの弟。
パズス
西洋神魔。ラヴァの師。
ケット・シー
西洋神魔。パズスに従う一人だが、別の意思に従って動く。
ケアル
西洋神魔。ケット・シーの母。
爛火（らんか）
神魔界第二層の監視者。部下に葵と一狼がいる。
夕維（ゆい）
母の胎内にいるときに美夕の血を受けて吸血姫となった少女。
スピンオフ作品『吸血姫夕維』の主人公。

##### 1998年版より登場
冷羽、松風、リリス、死無はテレビアニメ版から取り入れられたキャラクター。こちらも設定がテレビアニメ版とは異なっている。
冷羽（れいは）
雪と氷に閉ざされた神魔界第三層の支配者。吹雪を操る。
外見は美夕よりも幼いが、力ははるかに上。美夕のやり方を甘いととらえ、ことあるごとに衝突する。人間を殺すことを、何とも思っていない。
松風（まつかぜ）
冷羽の従者である日本人形。
テレビアニメ版とは違う姿をしており、また独立した自我があり、自由に動き回る。そのため、冷羽の意に染まぬことをすることも。
リリス
西洋神魔。カールアの妹。
死無（しーな）
うさぎのような姿をしたはぐれ神魔。かつて美夕に命を救われ、それ以来彼女を慕っている。普段は長い耳で隠している右目には、幻覚や遠方を見通す特殊な能力がある。
椿（つばき）
夢魔神魔。人に恋をしたことで、美夕により、闇にかえされる。
百合（ゆり）・藤（ふじ）・皐月（さつき）
椿の仲間である夢魔神魔。椿の敵を討つべく、美夕に近づく。
喜綺（きき）
人の心をのぞく力を持つ、はぐれ神魔。メイドの衣装を着ている。夢魔神魔と交流があり、皐月とは特に仲が良かった。
幽華（ヨウファ）
中国神魔の少女。常につま先立ちでいる。
かつて、冷羽の母に封ぜられた自分の母親の復活を望み、冷羽を連れ去る。
掌冥（ショウメ）・地鰐（チガク）・眞視司（シンシシ）
幽華の母親の代から仕えている中国神魔たち。それぞれに異なった幻術を持っている。
隗僧正（カイソウジョウ）
中国神魔。気の弱い老人を装っているが、裏で幽華を操っている。

### コミックノベル
垣野内成美が執筆を、平野俊弘が監修を担当した小説版。1990年5月25日に秋田書店より出版された。24ページのコミック作品『童の里』を併録。
ノベル
- 「序章」
- 「郷愁の肖像」
- 「満月の死角」
- 「葬送の旅人」
- 「吸血の虚像」

コミック
- 「童の里」

### ドラマアルバム
『新・吸血姫美夕・西洋神魔編』のタイトルで、1993年にポニーキャニオンよりリリース。ドラマCD全6枚。漫画版の『新・吸血姫美夕』の内容を原作としている。3の限定盤は、サウンドトラックとセットになっており、1と2も収納可能なLPサイズのボックス使用。声優陣はおおむねOVA版に準ずる。
登場キャラクター・声の出演
- 美夕 - 渡辺菜生子
- ラヴァ - 塩沢兼人
- 美夕の母 - 池田昌子
- 神魔の長 - 納谷悟朗
- レムレス - 三ツ矢雄二
- カールア - 天野由梨
- レムニア - 佐々木望
- ケット・シー - 中尾隆聖
- パズス - 井上和彦
- ナイトギア - 速水奨
- ウォーターリッパー - 弘中くみ子
- スパルトイ - 玄田哲章
- アミィ - 堀川亮
- 夕維 - 西原久美子
- 那嵬 - 古谷徹
- 爛火 - 佐久間レイ
- 羽生 - 若本規夫
- 早夜 - 小林優子
- 一狼 - 山口勝平
- 葵 - 鈴置洋孝
- 女王ケアル - 高畑淳子
- ナレーション - 小山茉美

スタッフ
- 脚本 - 中村学
- 音楽 - 和田薫
- 歌 - 新居昭乃、林朝美
- 音響プロデューサー - 中野徹

### テレビアニメ版
1997年から1998年にかけて、テレビ東京で放送。
OVA版と比べると、美夕は生真面目な性格に設定されている。中学生・井上千里と美夕との友情や、監視者としての美夕の悲しい運命を主題にしている。また、ラヴァは自由に話せる設定になっている。

### 小説版
2004年6月20日、秋田書店より出版された。
テレビアニメ版の脚本を務めた小説家・早見裕司が執筆。原作の平野、垣野内夫妻が監修。垣野内は挿絵も担当。サスペリアミステリー誌掲載作品。
- 「能楽師の恋」
- 「鈴虫を飼う男」
- 「天使が来る窓」
- 「水の中の瞳」
- 「金星の人」
- 「西武新宿駅午前5時」

## スピンオフ作品
本作の世界観やキャラクターを流用したスピンオフ作品が、いくつか存在している。その多くは垣野内成美による漫画作品である。
吸血姫夕維
美夕によって吸血姫にされた少女、夕維（ゆい）の物語。
長期連載作品で、サスペリア誌上では『吸血姫美夕』シリーズが数年連載された後、『吸血姫夕維』シリーズを数年連載するパターンが繰り返されていた。
『新・吸血姫美夕』以降の美夕シリーズでは、『夕維』関係のキャラクターや設定が絡み合っている。
PlayStation 2でゲーム化もされた。
THE WANDERER
夕維によって吸血姫にされた少年、冴堂晟（こどうせい）の物語。男性を主人公にした作品ということもあって、『美夕』『夕維』とはかなり異なる作風。
DAHLIA THE VAMPIRE
垣野内成美による比較的ストレートな吸血鬼もの。永遠の時を生きるヴァンパイアの少女、里亜・D・グリーンが、たった1人の恋人を探し出すための長い旅を描いた物語。1996年にサスペリア誌で連載された後、コミックスが発売。2004年に連載を再開し、『DAHLIA THE VAMPIRE 2』のタイトルでコミックス化された。
元々は『吸血姫』シリーズとは異なる世界設定の作品だが、2005年の連載再開からクロスオーバー化が進んだ。『吸血姫夕維』と複雑に絡み合ったエピソードが、2編存在する。
なお、『DAHLIA THE VAMPIRE』自身にも『チャイナ・ブルー』『ルビー・ブラッド』などの派生作品が存在しており、「『DAHLIA』シリーズ」とも言える独自の作品世界を構築している。
吸血姫 ヴァンパイア・プリンセス
完全リニューアルした作品。FlexComixフレアでのWeb連載で、+Voiceでボイスコミックとしても配信。ヴァンパイアの能力も持つ神威夕（声 - 小林沙苗）が、修学院結衣（声 - 寿美菜子）と出会う。